# والتر غريني
والتر غريني (بالإنجليزية: Walter Greene)‏ هو ملحن أمريكي، ولد في 23 يناير 1910 في تاركيو في الولايات المتحدة، وتوفي في 23 ديسمبر 1983 في فيكتورفيل في الولايات المتحدة.

## وصلات خارجية
- والتر غريني على موقع IMDb (الإنجليزية)
- والتر غريني على موقع قاعدة بيانات الفيلم (الإنجليزية)